# 二硫化铼
二硫化铼是一种铼的硫化物，化学式 ReS2。

## 天然存在
二硫化铼天然存在于矿物Rheniite中。

## 制备
二硫化铼可以由硫和铼在 1000 °C 下直接反应而成。
{\displaystyle \mathrm {Re+2\ S\longrightarrow ReS_{2}} }
它也可以由七硫化二铼在 1100 °C 时分解而成。
{\displaystyle \mathrm {Re_{2}S_{7}\longrightarrow 2\ ReS_{2}+3\ S} }

## 性质
二硫化铼是一种黑色固体，不溶于水，是最稳定的铼的硫化物。它不与盐酸和碱反应，会被次氯酸和硝酸氧化成 ReO4−。这种化合物是三斜晶系，空间群 P1 (No. 2)，晶格参数 a = 645.5 pm、b = 636.2 pm、c = 640.1 pm、α = 105.04°、β = 91.60° 和γ = 118.97°，和二硒化铼一样。